# Kizil Arslan Uthman
Kizil Arslan Utham Muzaffar al-Din fou atabeg ildegízida de l'Azerbaidjan (1186-1191), fill d'Ildegiz i successor del seu germà gran Muhammad Pahlawan. Va portar el títol de Malik al-Muazzam segons consta a una moneda. Es va casar amb la vídua del seu germà, Inandj Khatun, segons el costum del levirat.
Els mamelucs de Muhammad Pahlawan es van dividir entre els que donaven suport a Kizil Arslan Uthman i els que el donaven a la vídua, Inandj Khatun (coneguda per Katiba o Qatiba, que era filla d'Inandj Sunkur de Rayy) i als seus dos fills Kutlug Inandj i Amir-i- Amiran Umar que tenien petits feus al Djabal.
D'altra banda Kizil Arslan Uthman, a diferència del seu germà, va tractar amb poc respecte al sultà. Per fer front a les lluites civils, Kizil va cridar en ajut a Ubayd Allah ibn Yunus, el visir del califa abbàssida al-Nasir, el poder del qual havia augmentat. El sultà Toghrul ibn Arslanshah agafat en mig d'aquesta lluites va intentar fer respectar la seva autoritat i va fugir i durant quatre anys va resistir a l'atabeg, però després d'uns èxits inicials va fracassar finalment i fou capturat a Hamadan en 1190 i empresonat a l'Azerbaidjan.
L'atabeg va proclamar sultà oposat al nen Sandjar ibn Sulayman Shah (1187) però després del 1190, amb el suport del califa abbàssida, ell mateix es va proclamar sultà. Des de llavors les seves monedes només porten el nom del califa i no pas el del sultà. Va envair Shirvan el 1191, va arribar a Derbent i va subordinar tot el Shirvan a la seva autoritat, i aquell any va enderrocar Toghrul III, l'últim governant seljúcida. Fou assassinat segurament per instigació d'Inandj Khatun, el 1191, i fou proclamat atabeg Kutlug Inandj, però es va revoltar el germanastre d'aquest i nebot de Kizil Arslan Uthman, Nusrat al-Din Abu Bakr ibn Muhammad Pahlawan (1191-1210) que també es va proclamar atabeg.